# Alan Milburn
Alan Milburn, född 27 januari 1958 i Tow Law i Durham i Storbritannien, är en brittisk Labour-politiker.  I parlamentet representerade han valkretsen Darlington från valet 1992 till 2010.
Han växte upp i Newcastle. Han läste vid Lancaster University, men återvände efter studierna till Newcastle där han startad en liten, radikal, bokhandel, Days of Hope. Han blev ordförande i den lokala Labour-avdelningen 1988. Två år senare blev han president för den nordöstra avdelningen av fackföreneningen MSF (Manufacturing Science and Finance Union). I parlamentet kom han att tillhöra gruppen kring Tony Blair och blev efter valvinsten 1997 vice hälsominister. I samband med Peter Mandelsons avgång julen 1998 blev han vice finansminister. I oktober 1999 bytte han åter post då han blev hälsominister. Han avgick 12 juni 2003 p.g.a. svårigheter att kombinera jobbet med familjelivet. Han återkom till regeringen i september 2004 då han blev kansler för hertigdömet Lancaster, en ministerpost utan portfölj.